# Cameo (band)
Cameo er en funk-gruppe fra USA.

## Diskografi
- Cardiac arrest (1977)
- Ugly ego (1978)
- Cameo (1979)
- Feel me (1980)
- Cameosis (1980)
- Knights of the sound table (1981)
- Alligator woman (1982)
- Style (1983)
- She's strange (1984)
- Word up (1986)
- Machismo (1988)
- Real men...Wear black (1990)
- Real men wear black (1990)
- Emotional violence (1992)
- In the face of funk (1995)

| Musikgruppe | Spire Denne artikel om en amerikansk musikgruppe er en spire som bør udbygges. Du er velkommen til at hjælpe Wikipedia ved at udvide den. |